# Centro de Bellas Artes Luis A. Ferré
El Centro de Bellas Artes Luis A. Ferré es un centro de usos múltiples ubicado en Santurce, en San Juan, Puerto Rico. Cuenta con tres salas de concierto principales y de teatro para obras, ballet, óperas y conciertos. Su nombre se cambió en 1994 en honor del difunto político puertorriqueño y filántropo Luis A. Ferré. El Centro abrió sus puertas el 9 de abril de 1981 bajo la administración del entonces gobernador Carlos Romero Barceló (PNP) después de 10 años de planificación, búsqueda de la financiación del proyecto, y su construcción.

## Ubicación
Localizado a lo largo de la Avenida Juan Ponce de León en la sección de Santurce de San Juan, el centro se encuentra cerca de varias tiendas minoristas y edificios residenciales, que producen un ambiente vibrante alrededor del centro tanto de día como de noche. Tiene un estacionamiento subterráneo que ofrece 483 espacios para los huéspedes, aunque los edificios de oficinas adyacentes ofrecen espacios adicionales.